# Dorothy Layton
Pour les articles homonymes, voir Layton.
Dorothy Layton née Dorothy Violet Wannenwetsch, (13 août 1912 - 4 juin 2009), est une actrice  américaine de cinéma durant les débuts des années 1930.

## Biographie
Née en 1912 dans l'Ohio, son père est le cofondateur de la compagnie d'assurance vie Western Southern Life. La famille déménage très tôt à Virginia Beach en Virginie et Dorothy fréquente le collège ecclésiastique à Reisterstown dans le Maryland.
Lors d'une visite chez un cousin à Santa Barbara en 1929, elle décide avec sa mère de s'installer à West Hollywood. Ayant fait la connaissance de Roger Marchetti le célèbre avocat des réalisateurs de cinéma, la jeune et jolie blonde fréquente ensemble, les meilleurs restaurants où elle à l'occasion d'approcher les stars hollywoodiennes lors de rencontres fortuites tels que Howard Hughes, Joan Crawford, Greta Garbo ou encore Jean Harlow. Désireuse de faire du cinéma, Marchetti demande à Max Factor le maquilleur d'Hollywood et au designer de la Metro-Goldwyn-Mayer, Adrian, de lui fournir un costume pour un bout d'essai.  
Elle fait ses débuts au cinéma en 1932, dans des courts-métrages de Hal Roach après avoir signé son contrat à la MGM  avec son nouveau nom de scène Layton le nom de jeune fille de sa grand-mère maternelle. Elle donne la réplique à Harold Lloyd, Stan Laurel et Oliver Hardy. La même année, tout comme Joan Crawford et Mary Astor auparavant, elle fait partie de la promotion de starlettes de la Western Associated Motion Picture Advertisers (WAMPAS), composée entre autres par Ginger Rogers, Gloria Stuart et Toshia Mori. Elle tourne ensuite dans le film Chickens Come Home avec Thelma Todd, Laurel et Hardy. Lors d'une interview donnée en 2006, Dorothy révéla qu'elle a toujours cru que Lucky Luciano, le truand, avait assassiné l'actrice Todd.
Elle apparait dans The Chimp avec le duo comique puis dans la comédie Young Ironsides de Charlie Chase. En 1933, elle joue dans Pick-Up avec George Raft et Sylvia Sidney, se sépare de Marcetti et quitte son agent B. P. Schulberg. Les offres se raréfiant, elle tourne ses deux derniers films dont le mémorable Hollywood on Parade de Louis Lewyn aux côtés de Johnny Mack Brown.
En 1934, elle quitte le monde du cinéma et déménage à Baltimore où elle épouse Howard Taylor, chef d'une entreprise de matelas. Mère de deux enfants et divorcée, elle devint en 1947, volontaire puis employée dans un centre de santé. Bien qu'elle ait pris sa retraite en 1977, elle revint distraire les patients et leur apprendre notamment à jouer au bridge, un jeu que lui avait enseigné Howard Hughes. « Être volontaire m'a appris le sens d'appartenance » dira-t-elle, « alors que la vie à Hollywood était une imposture et fausse »
.
Dorothy Layton décède à Towson, près de Baltimore, dans le Maryland le 4 juin 2009, à l'âge de 96 ans.

## Filmographie[5]
- 1931 Chickens Come Home, (non créditée), réalisé par James W. Horne
- 1931 On the Loose, (non créditée), réalisé par Hal Roach
- 1931 Catch-As Catch-Can, dans une femme au téléphone, réalisé par Hal Roach
- 1931 County Hospital, dans son rôle d'une infirmière, réalisé par Hal Roach
- 1932 The Chimp, dans une artiste du cirque, réalisé par Hal Roach
- 1932 Alum And Eve, dans une infirmière, réalisé par Hal Roach
- 1932 Red Noses, (non créditée), réalisé par James W. Horne
- 1932 Prenez garde au lion, (non créditée), réalisé par James Parrott
- 1932 La maison de tout repos, une infirmière, réalisé par James Parrott
- 1932 Young Ironsides, Miss San Francisco, réalisé par Hal Roach
- 1932 Pack Up Your Troubles, (non créditée), réalisé par George Marshall, Ray McCarey
- 1932 Taxi for Two, (non créditée), réalisé par Del Lord
- 1932 Mr. Bride, (non créditée), réalisé par James Parrott
- 1933 Fallen Arches, Miss Layton, réalisé par Gus Meins
- 1933 Pick-up, Peggy, réalisé par Marion Gering
- 1933 Hollywood on Parade No. A-9, dans son rôle de Baby star, réalisé par Louis Lewyn